# Axwell Λ Ingrosso
Axwell Λ Ingrosso fue un dúo sueco de música electrónica formado por los disc-jockeys Axwell y Sebastian Ingrosso, ambos miembros de Swedish House Mafia. Hicieron su debut como dúo en junio de 2014 en el Gobernors Ball Music Festival de la ciudad de Nueva York.
Tras el regreso de Swedish House Mafia en 2018, el dúo quedó inactivo en un receso indefinido. En 2023 actuaron juntos de nuevo en el Ultra Music Festival de Japón.

## Historia

### 2013: Separación de Swedish House Mafia
Swedish House Mafia es un trío de disc-jockeys suecos formado por Axwell, Steve Angello y Sebastian Ingrosso. El grupo se formó oficialmente a finales de 2008. Sin embargo, no fue hasta comienzos de 2010 cuando pensaron seriamente en formar un grupo. El grupo se colocó en el puesto #10 de la lista Top 100 DJs de la revista DJ Mag en 2011, mientras que en 2012 bajaron dos puestos. 
El 24 de junio de 2012, el grupo anunció a través de su página web que se separarían después de embarcarse en el One Last Tour, que finalizó en el Ultra Music Festival de Miami en 2013, y el 24 de marzo del mismo año bajo las notas de su última producción «Don't You Worry Child».

### 2014: Formación y primeros éxitos
Después del espectáculo final de Swedish House Mafia, el 24 de marzo de 2013 en Miami, cada miembro del grupo se separó, con la idea de continuar produciendo música por su cuenta. Axwell lanzó nuevos temas como «Center Of The Universe», o un remix del «Tokyo By Night» de Hook N Sling. Durante el verano de 2013, Axwell y Sebastian Ingrosso actuarían como dúo todos los miércoles por la noche en el Ushuaïa Ibiza Beach Hotel con muchos invitados como Martin Garrix, Alesso y Otto Knows. 
Axwell y Sebastian Ingrosso al ver lo bien que se compenetraban como dúo decidieron seguir con el proyecto de forma permanente, lo cual hizo que se extendiera al estudio, para poder desarrollar su sonido, en 2014 en pleno apogeo del EDM.
En mayo de 2014, anunciaron que regresarían por segundo año consecutivo a Ibiza, con un nuevo diseño de logotipo: «Λ». Más tarde, incluso fusionaron sus páginas de Facebook formando solo una, llamada Axwell Λ Ingrosso. El 29 de mayo de 2014, Sebastian Ingrosso anunció a través de Twitter que él y Axwell estaban trabajando en un extended play, X4, con un mensaje: «This time we can't go home». El primer concierto planeado después de este anuncio fue en el Governors Balls Festival, donde los DJs presentarían algunas de sus nuevas canciones. 
Posteriormente, participarían en el festival Tomorrowland de ese año. El 27 de noviembre de 2014, Axwell e Ingrosso lanzaron su primer gran éxito, «Something New», que se lanzó en noviembre de ese año durante el día de Acción de Gracias en los Estados Unidos en un aviso televisivo para Beats Electronics en la campaña publicitaria #SoloSelfie. En él, aparecía el dúo junto a otras celebridades como Nicki Minaj, Big Sean, Kendall y Kylie Jenner. «Something New» junto a «Together», «We Come We Rave We Love» y «Can't Hold Us Down» formaron el primer EP de Axwell e Ingrosso llamado X4.

### 2015−2017: ÁlbumMore Than You Know
El 16 de octubre de 2015, ocuparon el puesto #17 en la lista Top 100 DJs de la revista DJ Mag, manteniendo su lugar respecto al año anterior. En noviembre de 2015, lanzaron su nuevo sencillo, «This Time», en participación con Pusha T. 
El 1 de enero de 2016, se lanzó el título «Dream Bigger», un título de rock del cual hay una versión vocal en colaboración con Pharrell Williams. Para el verano de 2016, el dúo lanzó el título «Thinking About You», disponible en versión original o en versión festival. En 2015, Axwell Λ Ingrosso lanzó el sencillo «On My Way», donde la parte vocal fue protagonizada por Salem Al Fakir. La canción recibió muchas críticas positivas y fue capaz de atraer la atención de los fanes, especialmente a través del video musical oficial. Paralelamente al lanzamiento de «On My Way», el dúo también apareció en el Ultra Music Festival de Miami en 2015, donde presentaron su próximo sencillo «Sun Is Shining», donde también era una colaboración con Salem Al Fakir y Vincent Pontare. Desde un primer momento la canción fue un éxito. Además, la canción recibió mucha promoción a través de su uso comercial en televisión para la colección de verano de H&M. Su videoclip, subido a la plataforma YouTube, tuvo millones de reproducciones después de solo un mes. «Sun Is Shining», lanzada el 12 de junio de 2015, ha sido uno de los mayores éxitos del dúo sueco hasta el momento, llegando a ser top 100 en muchos países. La canción puede considerarse como uno de los estandartes de Axwell e Ingrosso.

Junto a Pharrell Williams, Axwell e Ingrosso empezaron en el otoño de 2015 a trabajar en la canción «Dream Bigger». Su versión instrumental fue lanzada el 31 de diciembre de 2015. En respuesta a la alta demanda por parte de los fanes, apareció en la primavera del año siguiente, la versión vocal con Pharrell como sencillo. Al mismo tiempo, ambos artistas también lanzaron producciones en solitario. En mayo de 2016, lanzaron «Thinking About You», un sencillo orientado a la música pop comercial propia de la radio. Esta pista fue creada en colaboración con Richard Archer y Karin Park. La canción les trajo por quinta vez a las listas de éxitos en Suecia. Tres meses después, apareció una versión remix de la canción orientada a festivales y también una versión remezclada del dúo DubVision.

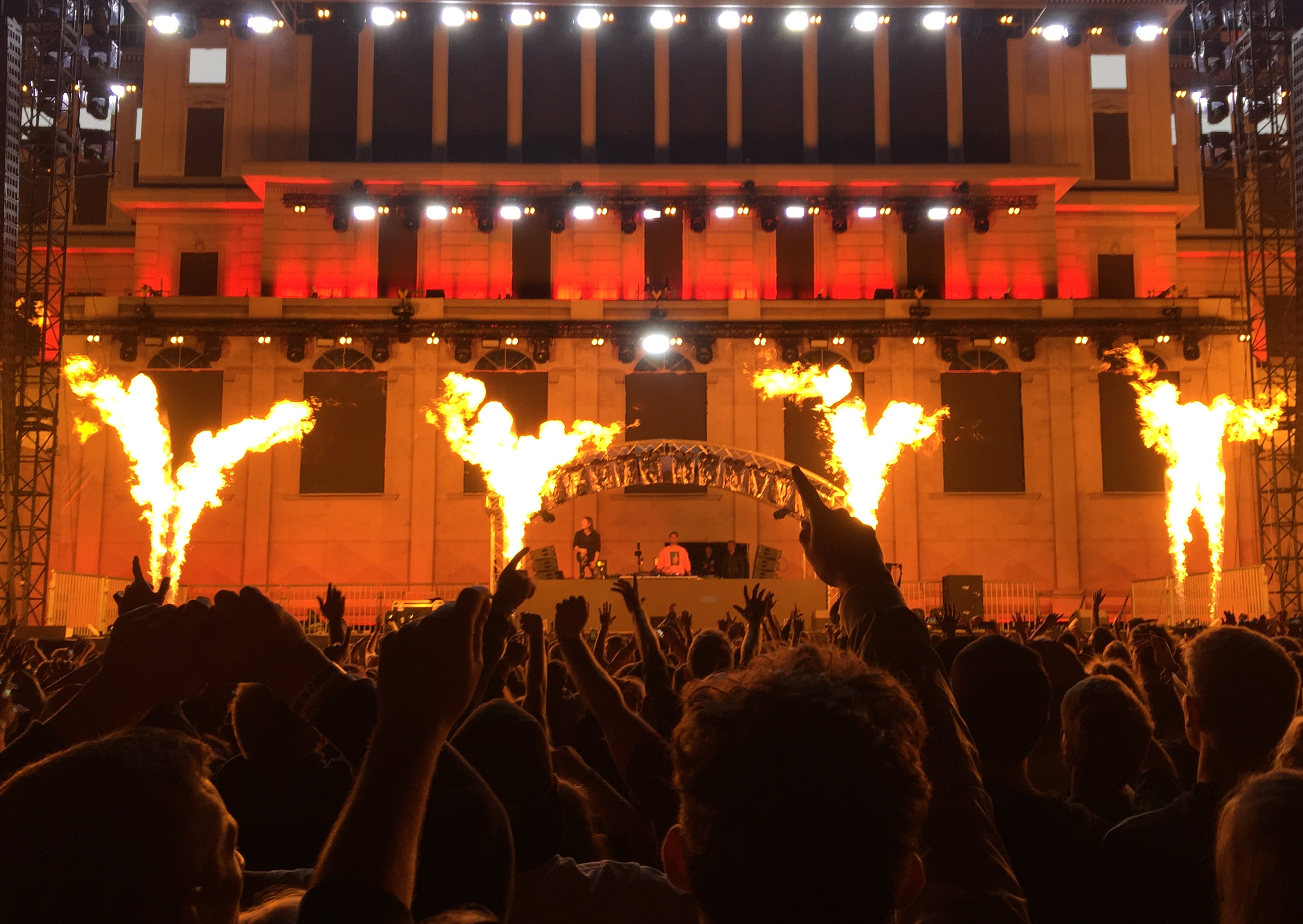
Axwell Λ Ingrosso en el Airbeat One Festival de 2017.

El 10 de febrero de 2017, apareció la canción «I Love You», en colaboración con el rapero estadounidense Kid Ink. La canción se basa en un estilo similar a «Thinking About You». En Suecia, la canción alcanzó el top 10 y obtuvo el doble disco de platino.
El 24 de mayo de 2017, el dúo lanzó un EP de cuatro temas titulado More Than You Know. El primer sencillo, con mismo nombre, fue cantado por el músico sueco Kristoffer Fogelmark y se convirtió en un éxito comercial durante el verano de 2017. La pista alcanzó el número dos en Suecia y el primer número uno como Axwell Λ Ingrosso en Alemania y Austria. En otros diez países, el sencillo alcanzó clasificaciones similares. Después de solo unas semanas, el sencillo recibió el disco platino en Italia por 50.000 unidades vendidas y en Suecia por 80.000 consiguió el doble platino.
El éxito de «More Than You Know» fue rotundo. Alcanzó las mil millones de reproducciones en Spotify y su videoclip oficial en YouTube ha superado las 600 millones de visitas. El 7 de octubre de 2017, fue anunciada una versión latina del sencillo llamada «Más De Lo Que Sabes» interpretada por Sebastián Yatra junto a Cali Y El Dandee; pero cuando salió un tiempo después la canción y su video musical, fueron borradas de YouTube y más tarde la canción también quedó eliminada de las demás plataformas.
Tras un 2017 lleno de altibajos, el dúo sueco lanzó a finales de año su nuevo sencillo, «Dreamer», con la voz del cantante Trevor Guthrie, apostando una vez más por el future bass.

### 2018: Regreso de Swedish House Mafia
El 29 de junio de 2018, Axwell Λ Ingrosso sacaron su última canción como dúo, titulada «Dancing Alone», en colaboración con el músico británico RØMANS.
Finalmente, en el Ultra Music Festival de 2018, el trío Swedish House Mafia se volvió a juntar con una cálida bienvenida por parte de todo el mundo.

## Discografía

### Álbumes de estudio
- 2017: More Than You Know

### Extended Plays
- 2014: X4
- 2017: More Than You Know EP

### Sencillos
- 2005: Together
- 2007: It's True (con Salem Al Fakir)
- 2013: Roar (From Monsters University)
- 2014: We Come, We Rave, We Love
- 2014: Can't Hold Us Down
- 2014: Together (Remode)
- 2014: Something New (con Salem Al Fakir)
- 2015: On My Way (con Salem Al Fakir)
- 2015: Sun is Shining (con Salem Al Fakir)
- 2015: Dream Bigger (con Pharrell Williams)
- 2015: This Time
- 2016: Thinking About You
- 2017: I Love You (con Kid Ink)
- 2017: Renegade (Sonó en Asphalt Legends Unite)
- 2017: More Than You Know (con Kristoffer Fogelmark)
- 2017: Dawn
- 2017: How Do You Feel Right Now
- 2017: Más de lo que sabes [More than you know] (con Sebastián Yatra, Cali y El Dandee)
- 2017: Dreamer (con Trevor Guthrie)
- 2018: Dancing alone (con Rømans)